# Gordon Bradley (cầu thủ bóng đá, sinh năm 1925)
Gordon Bradley (20 tháng 5 năm 1925 – 2006) là một cầu thủ bóng đá người Anh thi đấu ở Football League cho Leicester City và Notts County.